# Amb la seva pròpia llei
Amb la seva pròpia llei(títol original: Next of Kin) és una pel·lícula americana dirigida per John Irvin, estrenada l'any 1989. Ha estat doblada al català.

## Argument
Truman Gates ha abandonat la regió dels Appalaches per fer carrera en la policia de Chicago. Es casa amb Jessie, una violinista, i aconseguit pujar en la jerarquia. Gerald, un dels germans de Truman, treballa com a xofer de camió per una companyia de la metròpoli. Espera guanyar prou diners per tornar el més ràpidament possible al seu Kentucky natal. No obstant això, el mafiós John Isabella busca assegurar-se el control sobre tota una sèrie d'activitats i pressiona diversos transportistes…

## Repartiment
- Patrick Swayze: Truman Gates
- Liam Neeson: Briar Gates
- Adam Baldwin: Joey Rosselini
- Helen Hunt: Jessie Gates
- Andreas Katsulas: John Isabella
- Bill Paxton: Gerald Gates
- Ben Stiller: Lawrence Isabella
- Michael J. Pollard: Harold
- Valentino Cimo: Rhino
- Paul Greco: Leo
- Vincent Guastaferro: Paulie
- Don James: David Jenkins
- Ted Levine: Willy Simpson
- Billy Branch: el pastor
- Lisa Niemi: violonista